# آنا وارطانیان
آنا آستراخانتسووا-وارطانیان (ارمنی: Աննա Աստրախանցևա-Վարդանյան؛  ۲۶ اوت ۱۹۷۳) یک بازیگر اهل ارمنستان است. وی از سال ۱۹۹۷ میلادی تاکنون مشغول فعالیت بوده است.

## زندگی‌نامه
وی با نام اصلی آنا میخائیلی وارطانیان (ارمنی: Աննա Միխայիլի Վարդանյան) در ۲۶ اوت ۱۹۷۳ در ساراتوف به دنیا آمد و از انستیتو تئاتر کنسرواتوار دولتی سوبینوف ساراتوف (۱۹۹۴) فارغ‌التحصیل شد. وی در تئاتر درام ساراتوف، تئاتر درام نوین مسکو و آکادمی تئاتر دراماتیک کومیسارژئوسکایا فعالیت کرده است.